# 高科站
高科站（日语：／ Takashina eki */?）是位於岐阜縣揖斐郡揖斐川町谷汲高科，樽見鐵道的樽見線車站。車站編號為「TR14」。

## 歷史
- 1989年（平成元年）3月25日 - 樽見線 神海站至樽見站之間開通，此站啟用[1]。此站是在當地市民要求下，舊谷汲村（日语：谷汲村）（現時：揖斐川町）注資下建設此站[2]。

## 車站構造
車站是一座地面車站，設有1面1線的單式月台。此站是無人車站，沒有車站大樓，只有小型木屋風候車室。

## 車站周邊
樽見線沿根尾川而建，該河川同是成為揖斐川町和本巢市的邊界，右岸是揖斐川町，左岸是本巢市。樽見線在木知原站一直在左岸行走，在北邊跨過數次根尾川。使此站與谷汲口站成為樽見線唯二位於位揖斐川町的車站。
- 金坂峠
- 大茂山
- 姥坂
- 土岐賴藝墓
- 伊野一本杉 - 樹齡超過1000年的古樹
- 國道157號（日语：国道157号）

## 相鄰車站
樽見鐵道
樽見線
普通
神海（TR12）－高科（TR13）－鍋原（TR14）
上行尾班列車
通過

## 註腳
1. ↑  曾根悟（監修）. 朝日新聞出版分冊百科編集部（編集） , 编. . 週刊朝日百科. 26号 長良川鉄道・明知鉄道・樽見鉄道・三岐鉄道・伊勢鉄道. 朝日新聞出版. 2011-09-18 （日语）.
2. ↑  樽見鐵道10年史